# Zelleria cremnospila
Zelleria cremnospila là một loài bướm đêm thuộc họ Yponomeutidae. Nó được tìm thấy ở Úc.